# Чутай
Чута́й (тат. Чутай) — село в Балтасинском районе Республики Татарстан, в составе Нуринерского сельского поселения.

## География
Село находится на правом берегу реки Кугуборка (Чутайка), на границе с Кировской областью, в 29 км к северо-востоку от районного центра, посёлка городского типа Балтаси.

## История
В «Списке населенных мест по сведениям 1859—1873 годов», изданном в 1876 году, населённый пункт упомянут как казённая деревня Четай нижний Малмыжского уезда Вятской губернии. Располагалась при речке Кугуборке, по левую сторону Сибирского почтового тракта, в 6 верстах от уездного города Малмыжа. В деревне, в 146 дворах жили 945 человек (467 мужчин и 478 женщин), была мечеть.

## Население
Национальный состав cела: татары.

## Известные уроженцы
В. Г. Булатов (1925–1988) – Герой Советского Союза, участник Парада Победы (1945 год).

## Экономика
Жители работают преимущественно в ООО «Кызыл Юл», в основном занимаются полеводством, овощеводством, мясо-молочным скотоводством.

## Социальные объекты
В селе действуют начальная школа, сельский клуб (1946 год), детский сад (с 1977 года), фельдшерско-акушерский пункт, библиотека (с 1936 года).

## Религиозные объекты
Мечеть (с 2011 года).